# 山田醇
山田 醇（やまだ じゅん、1884年 - 1969年）は、日本の建築家。独立後は住宅作家としての道を歩み、和洋折衷住宅を発展させる。子息の病をきっかけに、健康住宅を研究し提唱した。設計した住宅は現在でも各地に現存している。埼玉県秩父市金崎生まれ。

## 経歴
実家は信用組合を経営。旧制熊谷中学校、学習院を経て、1908年（明治41年）、東京帝国大学造船学科入学。1年後に転科。1912年（明治45年）、東京帝国大学工学部建築学科卒業。同窓の竹腰健造、西村好時、山下寿郎、吉田享二、渡辺仁らで、苺会を結成。辰野葛西事務所に入り、第一相互館（1921年）の設計に加わる。直営実費積算法を開発、これにより川崎芳太郎の知遇を得、1917年（大正6年）11月に神戸で独立。川崎家の仕事を多く引き受けている。
1922年（大正11年）東京に移転。関東大震災を挟み、1924年（大正13年）自邸兼事務所竣工。
その後小住宅の依頼により満州新京に出かけるが、戦時中『東京日日新聞』上で、質材統制の不適正を批判し廃業宣言を行う。その後強制疎開により郷里に移転する。戦後田園調布に一時期住み、「保健住宅研究所」開設。
代表作に、須磨川崎家別荘洋館、閑院宮家（1936年）小田原閑院宮家（1961年）や醍醐侯爵邸、徳川侯爵邸、1930年代に興津別荘地W氏邸とA氏邸（旧五島邸）、津田邸などの別荘、世田谷・築山家住宅（登録有形文化財）、藤井助之丞が施工した高岡市の洋風住宅（1927年）。埼玉県秩父にある宮前家住宅表門と奥の母屋（1930年、和洋折衷、登録有形文化財）、伊東家（旧松下家、富山、登録有形文化財）など。
著書に、『これからの健康住宅』（毎日新聞社、1960年）、『家の建て方』（誠文堂、1935年）、『住宅建築の實際』（新光社、1932年）、『保健住宅』（誠文堂新光社、1939年）、『家を建てる人の為に』（資文堂書店、1928年）など多数。